# راتوميبولو
راتوميبولو (بالإنجليزية: Ratumaibulu)‏ في أساطير فيجي، راتوميبولو إله ذو أهمية كبيرة يترأس الزراعة. في الشهر الذي يُطلق عليه (فولا آي راتوميبولو Vula-i-Ratumaibulu) يأتي من بولو، عالم الأرواح، ليصنع براعم الخبز وأشجار الفاكهة الأخرى وينتج الثمار. يقال إنه إله ثعبان.